# Jagdstaffel 40
A Jagdstaffel 40, conhecida também por Jasta 40, foi um esquadra de aeronaves da Luftstreitkräfte, o braço aéreo das forças armadas alemãs durante a Primeira Guerra Mundial. A esquadra abateu 54 aeronaves inimigas, incluindo 3 balões.